# Peter Kraus (Politiker)

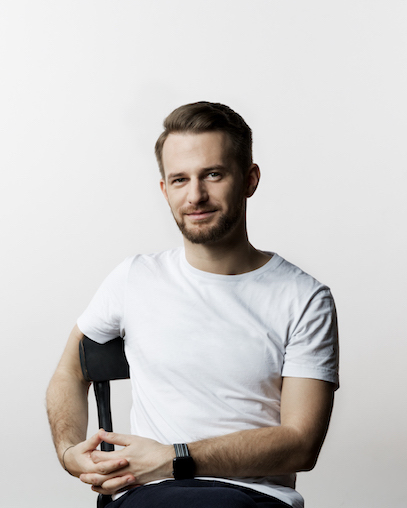
Peter Kraus (2018)

Peter Kraus (* 27. November 1986 in Neunkirchen, Niederösterreich) ist ein österreichischer Politiker (GRÜNE). Kraus ist seit November 2015 Abgeordneter seiner Partei zum Wiener Gemeinderat und Landtag und seit November 2020 nicht amtsführender Stadtrat in Wien. Am 16. Oktober 2021 wurde er gemeinsam mit Judith Pühringer zum Parteivorsitzenden der Wiener Grünen gewählt.

## Leben
Peter Kraus besuchte die Volksschule in Pottschach und im Anschluss daran das Bundesrealgymnasium in Neunkirchen, an dem er im Jahr 2005 seine Matura ablegte. Danach zog er nach Wien, wo er an der Universität Wien das Studium der Politikwissenschaften begann. 2006 begann Kraus parallel an der Wirtschaftsuniversität Wien Volkswirtschaft und Sozioökonomie zu studieren. 2013 erhielt er seinen Bachelor of Science.
Kraus war von November 2010 bis August 2015 stellvertretender Büroleiter der grünen Wiener Vizebürgermeisterin Maria Vassilakou. Ebenfalls im Jahr 2010 folgte der Einzug als Bezirksrat in die Bezirksvertretung des 20. Wiener Gemeindebezirks Brigittenau.
Kraus ist LGBT-Aktivist und war als solcher von 2013 bis 2021 Wiener Sprecher der Grünen Andersrum. Von Mai 2009 bis November 2010 war er zudem Referent für LGBT-Angelegenheiten im Rathausklub der Grünen.
Kraus ist Teil des 2011 gegründeten immersiven Theaterensembles Nesterval. Als Teil des Ensembles spielte er in der Produktion "Die Namenlosen" mit, ein Stück, das die Verfolgung Homosexueller während der NS-Zeit in Österreich thematisiert. Kraus spielte dabei eine Rolle die auf Eduard Köck (Priester) basiert. Im Sommer 2023 wurde "Die Namenlosen" auch beim Internationalen Sommerfestival Kampnagel in Hamburg aufgeführt, auch Kraus war Teil des Gastspiels.
2020 war Kraus Teil der „Young Leaders“ der Urban Future Global Conference, eine Konferenz im Bereich Stadtplanung und Nachhaltigkeit.

## Politik
Kraus zog im November 2015 als Abgeordneter in den Wiener Landtag und Gemeinderat ein. Er ist seitdem stellvertretender Vorsitzender des Ausschusses für Finanzen, Wirtschaft, Digitalisierung und Internationales.
Am 19. August 2018 gab Kraus bekannt, dass er bei der Wahl zum Spitzenkandidaten der Wiener Grünen für die Landtags- und Gemeinderatswahl in Wien 2020 antritt und unterlag dabei Birgit Hebein.  Im Vorfeld der Wahl veröffentlichte er online sein Manuskript „I do care“, in dem er seine Gedanken und Beweggründe niederschrieb.
Kraus übernahm nach der Spitzenwahl den Vorsitz im Ausschuss für Stadtentwicklung, Verkehr, Klimaschutz, Energieplanung und BürgerInnenbeteiligung und war Planungssprecher der Wiener Grünen. In dieser Funktion verhandelte er unter anderem die Ausweitung der Solarpflicht bei Neubauprojekten sowie die Digitalisierung von Baueinreichungen in Wien.
Bei der Landtags- und Gemeinderatswahl kandidierte Kraus auf Platz zwei der Grünen Liste. Am 16. November 2020 wurde er gemeinsam mit Judith Pühringer vom grünen Klub im Wiener Rathaus zur Wahl als nicht amtsführender Stadtrat vorgeschlagen und in der konstituierenden Sitzung des Wiener Gemeinderats am 24. November gewählt.
Am 16. Oktober 2021 kandidierten Judith Pühringer und Kraus gemeinsam als Parteivorsitzende der Grünen Wien und wurden bei der Landesversammlung als Doppelspitze gewählt. Im April 2024 wurden Pühringer und Kraus mit 76,8 Prozent als Doppelspitze der Wiener Grünen bestätigt.